# この日のこと
「この日のこと」（このひのこと）は、小田和正作詞・作曲による楽曲。ボーカルは小田をはじめ数多のアーティストにより歌唱される。

## 概要
この曲は、小田和正がメインで出演するクリスマスの音楽番組『クリスマスの約束』（TBS、2001年〜2017年、2019年、2021年、2024年）のテーマ曲として制作された。
「アーティスト同士がお互いを認め、愛し、尊敬すること」という番組コンセプトに沿ったテーマ曲制作のため、小田と親交の深いアーティストや、若手アーティスト等に協力を呼びかけ、これに応えた20組（小田を含めて21組）がボーカルで参加、第1回放送の2001年に録音され、番組の最後でレコーディング風景の映像と共に流された。
2002年には小田のソロ・ボーカルにより番組内で演奏された。2003年には、番組のラストで2001年の録音と映像が収録会場のスクリーンに映し出され、観客が見つめたり一緒に歌ったりする姿が番組に使われた。
2004年から2007年までと2010年と2012年、2013年、2015年から2017年、2021年の『クリスマスの約束』では使われていなかったが、2008年に再度エンディングにて使用され、2009年はメドレー企画『22'50"』の冒頭で歌われ、番組のエンディングにも使用。2011年もメドレー企画『28'58"』の冒頭とフィナーレで歌われた。2014年では番組の歴史を振り返るという意味で番組内の随所で使用された。
2019年8月、清水翔太が自身のSNSで本曲の弾き語り音源を公開し、「僕が歌うのはおこがましい美しい曲ですが、未発表曲という事もあり、皆さんに聴いてもらいたいと感じて歌いました。良かったら聴いてみてください。140秒までしかアップできないので最後までいけなかったですが感動する曲です」 とコメント。同年の『クリスマスの約束』に清水がゲスト出演し、番組のフィナーレで他の出演者と共に披露した。
そして、番組の最終回となった2024年ではエンディングで小田、根本要（スターダスト・レビュー）、水野良樹（いきものがかり）、和田唱（TRICERATOPS）、JUJU、松たか子、矢井田瞳、熊木杏里によって歌唱され、24年間、通算20回にわたって放送された番組の締めくくりを飾った。
2001年の初披露以来、長らくCD化されていなかったが、2022年発売のアルバム『early summer 2022』に、小田のソロ・ボーカルで収録された。

## 参加アーティスト
2001年
- 小田和正
- 山本潤子（『風のようにうたが流れていた』、2009年、2010年、2011年[3]の『クリスマスの約束』にゲスト出演）
- CHAGE and ASKA
- 坂崎幸之助（THE ALFEE）レコーディングには音合わせ用にアコースティック・ギターを持参した。
- 大友康平（HOUND DOG）
- 大江千里
- スターダストレビュー（根本要が2003年、2009年以降の『クリスマスの約束』にゲスト出演、スターダストレビューとして『風のようにうたが流れていた』、2009年と2011年の『クリスマスの約束』にゲスト出演）
- 佐藤竹善（SING LIKE TALKING）（2009年と2011年の『クリスマスの約束』にゲスト出演）
- 辛島美登里
- 川村結花
- 加藤いづみ（2001年と2002年にコーラスとして番組本編に出演）
- 岡本真夜
- 山口由子
- Kiroro（玉城千春が2010年、2011年、2014年の『クリスマスの約束』にゲスト出演）
- SURFACE（レコーディングにはボーカルの椎名慶治のみ参加）
- コブクロ
- 坂本サトル
- Vlidge
- 石原千宝美
- 財津和夫（2003年と2009年の『クリスマスの約束』、『風のようにうたが流れていた』にゲスト出演[4]。2017年の『クリスマスの約束』でナレーターを務める）
- 鈴木雅之（『風のようにうたが流れていた』、2009年と2011年の『クリスマスの約束』にゲスト出演）

『early summer 2022』バージョン
- 金原千恵子ストリンスグループ - ストリングス
- 望月英樹 - シンセサイザー・プログラミング